# Cattedrale della Santa Vergine Maria (Minsk)
La cattedrale della Santa Vergine Maria (in bielorusso: Архікатэдральны касцёл Імя Найсвяцейшай Панны Марыі) è una cattedrale cattolica barocca del XVII secolo a Minsk, in Bielorussia.

## Storia

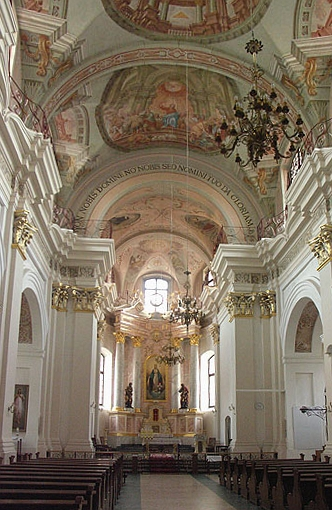
L'interno.

La cattedrale fu costruita nel 1710 come chiesa del convento dei gesuiti, ordine soppresso in Polonia (come nel resto del mondo,tranne che in Russia) nel 1773. 
Nel 1793, dopo la presa della Bielorussia occidentale da parte russa si decise di farne la principale chiesa locale e nel 1798, dopo la creazione della diocesi di Minsk, divenne la cattedrale locale.
La cattedrale è stata pesantemente danneggiata da un incendio nel 1797, ma fu poi completamente rinnovata. Nel 1869 la diocesi di Minsk venne unita alla arcidiocesi di Mogilev (di cui era suffraganea) e la chiesa perse il ruolo di sede della diocesi, per riacquistarlo nel novembre 1917, quando la diocesi venne nuovamente separata con un proprio vescovo.
Nel 1934 ancora una volta la cattedrale è stata chiusa. Durante la seconda guerra mondiale i tedeschi permisero la riapertura, ma dopo la guerra fu nuovamente chiusa dai sovietici. Nel 1951 i campanili della cattedrale sono stati volutamente distrutti dall'artiglieria sovietica e l'edificio stesso è stato dato alla società sportiva Spartak.
All'inizio degli anni '90 ripresero le funzioni religiose. Nel 1991 la diocesi di Minsk e l'arcidiocesi di Mogilev sono state unite pienamente nell'arcidiocesi di Minsk-Mahilëŭ e questa ne è divenuta la cattedrale (a Mogilev è rimasto solo il titolo di concattedrale). Nel 1993 l'edificio è stato restituito alla chiesa cattolica e dal 1997 è stato rinnovato.
Nel 2005 la chiesa fu dotata di un nuovo organo fabbricato in Austria. Nel corso del 2000 sono stati inoltre restaurati gli affreschi del XVIII secolo.